# Brudzew (powiat turecki)
Brudzew – wieś w Polsce położona w województwie wielkopolskim, w powiecie tureckim, we wschodniej części Wielkopolski, w Kaliskiem. Siedziba gminy Brudzew. Dawniej miasto; uzyskał lokację miejską przed 1458, zdegradowany w 1870.
Brudzew leży na Wysoczyźnie Tureckiej, stanowiącej północno-wschodnią część Niziny Południowowielkopolskiej. Przez miejscowość przepływa rzeka Kiełbaska, lewy dopływ Warty.

## Historia

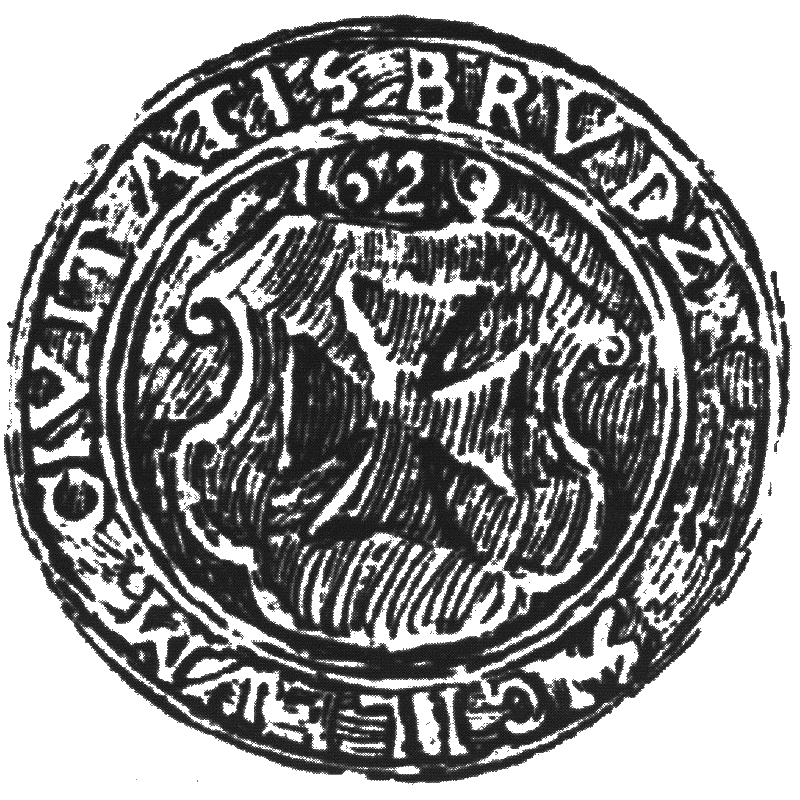
Pieczęć miejska Brudzewa z 1620 roku

### Okres przedpaństwowy
W okresie przedpaństwowym, do X wieku, okolice miejscowości znajdowały się na terenie plemiennym Wiercan (Verizani, Uerizane), o których wspomina Geograf Bawarski. W wyniku jednoczenia terytoriów plemiennych przez Polan, na których położony jest aktualnie Brudzew, tereny te weszły w skład państwa Mieszka I.

#### Stanowiska archeologiczne
W okolicy Brudzewa zarejestrowano ponad 270 stanowisk archeologicznych. Najstarsze, pochodzące ze środkowego neolitu punkty osadnicze należą do kultury pucharów lejkowatych (odkryto 10 takich stanowisk).
Do kultury łużyckiej, bez rozgraniczenia na epokę brązu i żelaza, zaliczono 77 stanowisk, zaś do kultury przeworskiej (okres wpływów rzymskich) – 143 stanowiska. Do wczesnego średniowiecza zaliczono 19 stanowisk, do późnego – 58, zaś do bliżej nieokreślonych kultur pradziejowych zaliczono 32 stanowiska archeologiczne.
W większości są to pozostałości osad i ślady osadnicze. Ponadto zarejestrowano 6 cmentarzysk, w tym dwa z okresu kultury łużyckiej, trzy z przeworskiej oraz jedno średniowieczne.
W samym Brudzewie nie prowadzono badań archeologicznych na szerszą skalę. Dorywczo badano ten teren jeszcze przed I wojną światową i w roku 1958. Najpoważniejsze z przeprowadzonych tu badań miało miejsce latem 2004 roku na terenie fortyfikacji ziemnych, będących pozostałością po dworze obronnym Łaszczów, XVII-wiecznych właścicieli miasta. Odkryto wówczas znaleziska pochodzące z okresu rzymskiego.

### Początki miejscowości
Najstarsza pisana wzmianka dotycząca Brudzewa pochodzi z 1252 roku. Dokument ten, wydany przez Kazimierza, księcia łęczycko-kujawskiego, potwierdzał klasztorowi sulejowskiemu kościół w Dobrowie i dziesięciny w Brudzewie oraz sąsiednich wsiach: Janiszewie, Kolnicy, Koźminie oraz Głowach.
Nazwę miejscowości lokalna tradycja łączy z żyjącym tu kmieciem o imieniu Brudz. Podobną hipotezę wysnuł również Kazimierz Rymut.
Janina Krzyżaniakowa podaje, że w okresie wczesnego średniowiecza Brudzew był osadą o charakterze nieobronnym. Pierwotnie Brudzew został włączony do kasztelanii lądzkiej, a po reformie administracji państwowej w końcu XIV wieku wszedł w skład powiatu konińskiego, należącego do województwa kaliskiego.
W XIV wieku pojawił się nowy szlak handlowy, idący z Kalisza do nowo powstałego ośrodka miejskiego w Kole. Szlak ten przechodził bezpośrednio przez Brudzew. Położenie na nim stało się istotną przesłanką do przekształcenia się miejscowości w osadę targową, a następnie do wytworzenia się ośrodka prostomiejskiego. Zadecydowało ono również o układzie przestrzennym osady, a później miasta, którego środkiem stał się wydłużony rynek na osi północ-południe, zgodnie z przebiegiem szlaku handlowego. Na południu jego granice wyznaczyło koryto rzeki Kiełbaski, a od północy podmokła dolina przepływającej tamtędy strugi. Niewielkie wzniesienie stanowiące dział wodny pomiędzy tymi rzekami zostało zajęte przez miasto.
O targowym charakterze przedlokacyjnego Brudzewa świadczyć może wezwanie świętego Mikołaja, patrona kupców, jakie otrzymał miejscowy kościół parafialny. Jeszcze bardziej bezpośrednim dowodem jest plan miejscowości, zachowany do chwili obecnej. Reprezentuje on układ przestrzenny typowy dla tzw. ecclesia forensis, układu w którym plac targowy wykształca się na rozszerzeniu szlaku handlowego przy kościele.
W dokumencie erekcyjnym brudzewskiego kościoła z 1363 roku wynika, że miejscowość była w posiadaniu Jana z Brudzewa. Po nim Brudzew przeszedł w ręce Mrokoty herbu Abdank, podkoniego sieradzkiego w latach 1386-1395.

### Brudzew Jarandów
W początkach XV wieku Brudzew dostał się w posiadanie rodu Pomianów. Przez długie lata władania Brudzewem potrafili oni wzbudzać posłuch dla swego imienia u sąsiednich rodów i poszanowanie dla władzy nad znacznym i rozległym dziedzictwem brudzewskim, które sięgało aż pod Russocice, Koło aż po rzekę Wartę.
Brudzewscy odgrywali doniosłą rolę w życiu politycznym kraju. Piastowali wiele urzędów, zarówno centralnych jak i ziemskich. Byli m.in. wojewodami, kasztelanami, starostami, cześnikami, podkomorzymi, łowczymi, kanonikami, a także przebywali na dworze królewskim.
Z okresu przedlokacyjnego Brudzewa najbardziej znaną postacią tego rodu był Jarand z Grabi i Brudzewa. Był on wojewodą inowrocławskim i sieradzkim, stolnikiem brzeskim, chorążym gniewkowskim, uczestniczył w bitwie pod Grunwaldem.
Do niedawna panował pogląd, że siedzibą panów na Brudzewie był zamek obronny wzniesiony w XIII wieku w północno-wschodniej części miejscowości, z którego zachowały się jedynie ślady w postaci fortyfikacji ziemnych. Przeprowadzone w lipcu 2004 roku na tym terenie badania archeologiczne podważyły jednak tę hipotezę. Natrafiono jedynie na ślad drewnianej fortalicji pochodzącej z początku XVII wieku. Zabytków archeologicznych z okresu średniowiecza nie znaleziono. Wydaje się jednak mało prawdopodobne, aby tak znamienity ród, których przedstawiciele w trzech kolejnych pokoleniach piastowali urząd wojewody sieradzkiego, nie posiadali w Brudzewie żadnej siedziby. Obecnie przypuszcza się, że siedziba taka istniała, ale znajdowała się w zupełnie innym miejscu. W grę wchodzą dwie możliwości. Pierwsza mówi o terenie w pobliżu kościoła parafialnego, po drugiej stronie szosy prowadzącej do Koła, druga z kolei wskazuje na obszar zespołu parkowo-pałacowego, znajdującego się na północ od kościoła, po drugiej stronie stawu.

### Brudzew jako miasto
Nie bez znaczenia dla rozwoju Brudzewa był fakt, iż osada stanowiła centrum większego zespołu dóbr należących do rodu Jarandów. Właśnie Jarandom z pewnością należy przypisać nadanie Brudzewowi praw miejskich. Jednakże wobec braku dokumentu lokacyjnego oraz innych materiałów źródłowych, bliższe określenie czasu lokacji napotyka na poważne trudności.
Pewne sugestie na temat czasu lokacji Brudzewa można wysnuć na podstawie wiadomości odnośnie do nowych erekcji i fundacji obiektów sakralnych. W 1455 roku Jarandowie odnowili erekcję i powiększyli uposażenie kościoła parafialnego. Być może z tym faktem wiąże się również budowa obecnego kościoła, wzniesionego z cegły, który pomimo późniejszych zmian zachował cechy XV-wiecznej świątyni gotyckiej. Budowa nowego kościoła parafialnego może się wiązać właśnie z lokacją miasta, któremu poprzedni, zapewne drewniany kościół mógł już nie wystarczać. Również istotną jest wiadomość o fundacji kościoła szpitalnego pod wezwaniem Ducha Świętego.

### Pod zaborami
Po II rozbiorze Polski Brudzew włączono do zaboru pruskiego. Liczył wówczas 240 mieszkańców i 15 rzemieślników, posiadał także wiatrak i dwa młyny wodne. Ludność utrzymywała się przede wszystkim z pracy na roli.
Od 1807 miasto leżało w granicach Księstwa Warszawskiego, w departamencie kaliskim, zaś po kongresie wiedeńskim (1815) w granicach Królestwa Polskiego, w województwie kaliskim.
Miasto prywatne w Królestwie Polskim, położone było od 1816 w powiecie konińskim, obwodzie konińskim województwa kaliskiego.

### Upadek gospodarczy miasta i utrata praw miejskich
W 1870 roku, po reformie administracyjnej przeprowadzonej w Rosji Brudzew stracił prawa miejskie, których już nie odzyskał.

### Dwudziestolecie międzywojenne
Po odzyskaniu niepodległości miejscowość weszła w skład powiatu kolskiego, który wówczas znajdował się w województwie łódzkim. Stan taki trwał do 1 stycznia 1938 roku, kiedy to w wyniku zmian administracyjnych Brudzew włączono do powiatu tureckiego w województwie poznańskim.
Jedyne dokładne dane dotyczące ludności Brudzewa po wojnie pochodzą z 1921 roku. Według nich Brudzew zamieszkiwały wówczas 1193 osoby.
Po I wojnie światowej Brudzew ożywił się zarówno pod względem gospodarczym, jak i kulturalnym. Założono urząd pocztowy, istniała także rejonowa przychodnia sanitarna oraz apteka. Działało Okręgowe Kółko Rolnicze, Spółdzielnia Mleczarska i Kasa Stefczyka. W rynku rodzina Byczkowskich prowadziła jedyną w Brudzewie restaurację. Funkcjonował jeden młyn wodny i wiatrak. Nad porządkiem publicznym czuwała Policja Państwowa. Ludność trudniła się głównie rolnictwem, choć duży odsetek ludności stanowili także murarze.
W końcu 1918 roku powstała w Brudzewie Publiczna Szkoła Powszechna, która od roku szkolnego 1926/27 kształciła na poziomie siedmiu klas. W tym samym roku rozpoczął swoją działalność amatorski zespół teatralny, choć pierwsze przedstawienia odbywały się już trzy lata wcześniej. Początkowo większość przedstawień związana była tematycznie z walką o niepodległą Polskę, później wprowadzono również inny repertuar.
W II poł. lat 30. utworzona została Biblioteka Publiczna. Dużym szacunkiem wśród mieszkańców Brudzewa cieszył się administrator majątku brudzewskiego, Józef Kiszkurno, trzykrotny mistrz świata w strzelaniu do rzutków.
Pod koniec lat trzydziestych przygotowywano się do budowy gmachu szkoły powszechnej, budowy szosy w kierunku Koła oraz elektryfikacji miejscowości. Planowano także uruchomić pływalnię.
Działania te zniweczył jednak wybuch wojny.

### Miejscowość w czasie II wojny światowej
Mieszkańcy Brudzewa czynnie wzięli udział w obronie Ojczyzny we wrześniu 1939 roku. Czterej z nich, Antoni, Jan, Józef i Leon Kaszyńscy z frontów nigdy nie powrócili. Poza granicami kraju o wolność Polski bił się Mieczysław Kaszyński, żołnierz generała Władysława Andersa, uczestnik bitwy o Monte Cassino.
Nastały trudne lata okupacji niemieckiej. Z majątku brudzewskiego Niemcy wypędzili jego dotychczasowych właścicieli. Ludność była deportowana do Generalnego Gubernatorstwa lub wywożona na roboty w głąb Niemiec. W obozach koncentracyjnych śmierć ponieśli nauczyciele pracujący zarówno w szkole w Brudzewie, jak i okolicznych wsiach: Wiktor Marczewski, Hipolit Hyczewski, Wincenty Byczkowski i Michał Jastrzębski. Zamknięty został także kościół parafialny.
W 1941 roku w majątku brudzewskim oraz sąsiednich majątkach Niemcy zatrudnili 200-osobowy oddział jeńców francuskich. Jeńcy ci zostali umieszczeni w kaplicy pw. św. Ducha.
19 stycznia 1945 roku do Brudzewa wkroczyła Armia Czerwona.

### Po wojnie
Na podstawie dekretu o reformie rolnej z 6 września 1944 roku, dokonano parcelacji majątku brudzewskiego. Ziemię rozdzielono między dotychczasowych pracowników folwarcznych.
W roku 1946 w miejscowości założono Gminną Spółdzielnię, której pierwszym prezesem został Antoni Karwacki, zaś 1 stycznia 1951 roku swoją działalność w Brudzewie rozpoczął Bank Spółdzielczy. W owym okresie powstały także Spółdzielnia Kółek Rolniczych oraz zlewnia mleka.
W roku 1956 Brudzew został zelektryfikowany, a w 1969 roku założono wodociągi i kanalizację. Także w latach 50. miejscowość otrzymała połączenie autobusowe z Kołem i Turkiem. W 1975 roku Gminna Spółdzielnia oddała do użytku restaurację Jubilatka. W latach pięćdziesiątych działało również kino Marzenie. 1 maja 1977 roku otwarto, zbudowany ze składek społecznych, Ośrodek Zdrowia. W latach 80. oddano do użytku nowy budynek Urzędu Gminy oraz stację paliw.
W latach 1954–1972 wieś należała i była siedzibą władz gromady Brudzew. W latach 1975–1998 miejscowość należała administracyjnie do województwa konińskiego.

## Zabytki

### Kościół parafialny
Pozostałością po dawnym mieście jest prostokątny plac targowy. Przy jego północnym krańcu stoi kościół parafialny pw. świętego Mikołaja. Zbudowany został w stylu gotyckim w 1455 roku z fundacji Mikołaja, Stanisława i Jana Jarandów, na miejscu poprzedniego, wymienianego już w XIV wieku.

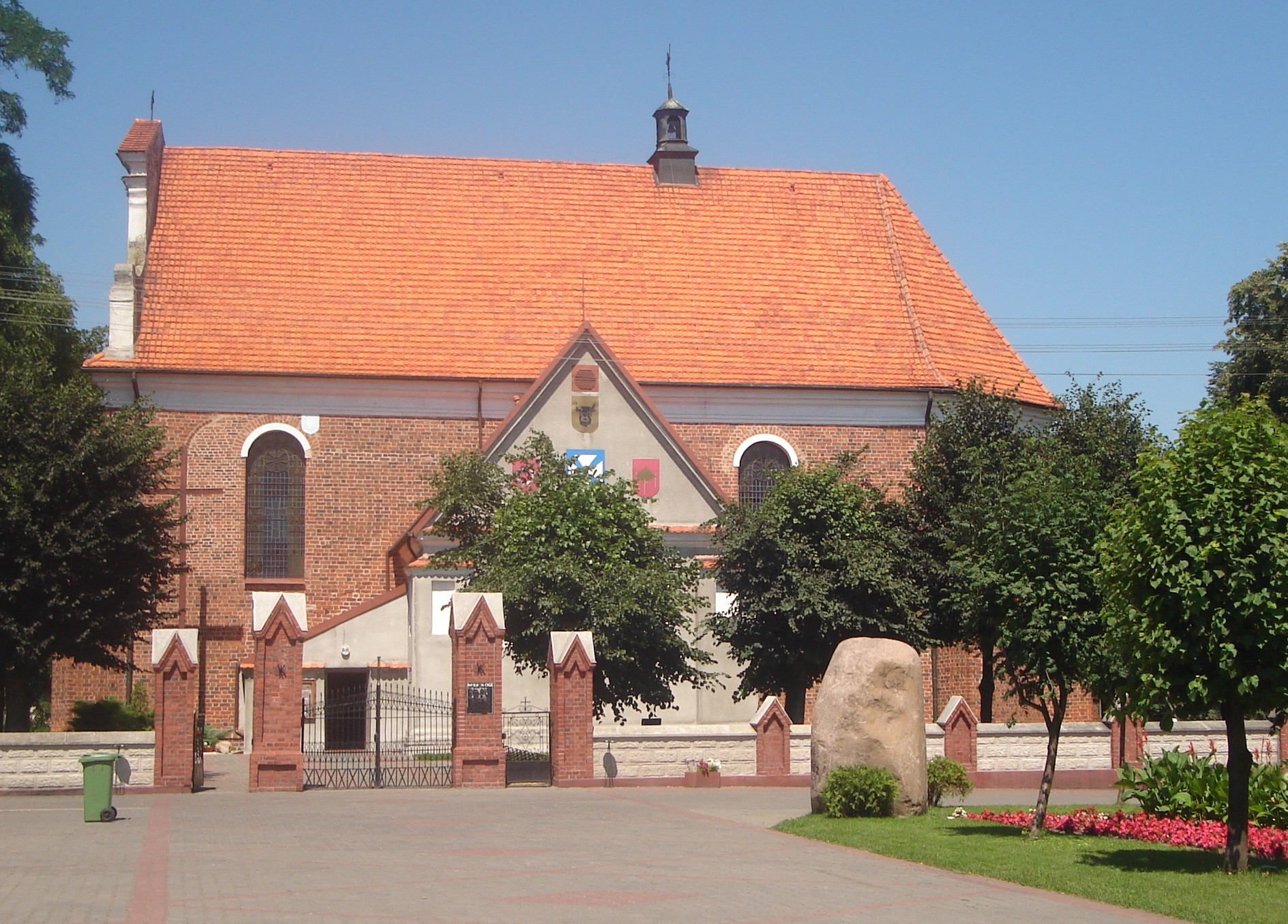
Kościół parafialny w Brudzewie

Po pożarze w 1730 roku świątynia została odbudowana. Wówczas też dobudowano po prawej stronie nawy głównej kaplicę.
Zachodnia fasada po przebudowie została ozdobiona szczytem barokowym. Na dwuspadowym dachu przykrytym dachówką mieści się wieżyczka z sygnaturką. Od strony prezbiterium i po bokach fasada jest oszkarpowana. Dawne gotyckie okna i portal w czasie odbudowy zatraciły swój pierwotny styl. Jednonawowe wnętrze zakończone jest wielobocznym prezbiterium o tej samej szerokości. Pozostałości starego sklepienia mieszczą się w zakrystii (sklepienie krzyżowe) i skarbczyku (sklepienie beczkowe).
Ołtarze i ambona pochodzą z XVIII wieku. Natomiast najstarszymi zabytkami, które zachowały się do czasów obecnych są jedynie: gotycka kamienna kropielnica, barokowa monstrancja z 1688 roku fundacji Wojciecha Radolińskiego oraz kielich z końca XVI wieku. Ciekawym obiektem jest także nagrobek Heleny Moiaczewskiej zmarłej w 1799 roku, wykonany w 1801 roku przez Pawła Jastrzembskiego z Poznania.
Na pobliskim cmentarzu znajduje się mogiła, w której spoczywa pięciu żołnierzy 29 Pułku Strzelców Kaniowskich z Kalisza, poległych 4 września 1939 roku. 

### Plebania
Obok kościoła wznosi się plebania z początku XIX wieku. Klasycystyczny, parterowy budynek, wysoko podpiwniczony, w narożach zdobiony jest pilastrami i pokryty dachem czterospadowym. We wnętrzu zachowały się fragmenty stylowej stolarki i stare zamki.
W pobliżu, na skraju placu, przy drodze przebiegającej przez wieś, znajduje się duży głaz narzutowy o obwodzie blisko 4 metrów i wysokości ok. 1 metra.

### Kaplica pogrzebowa

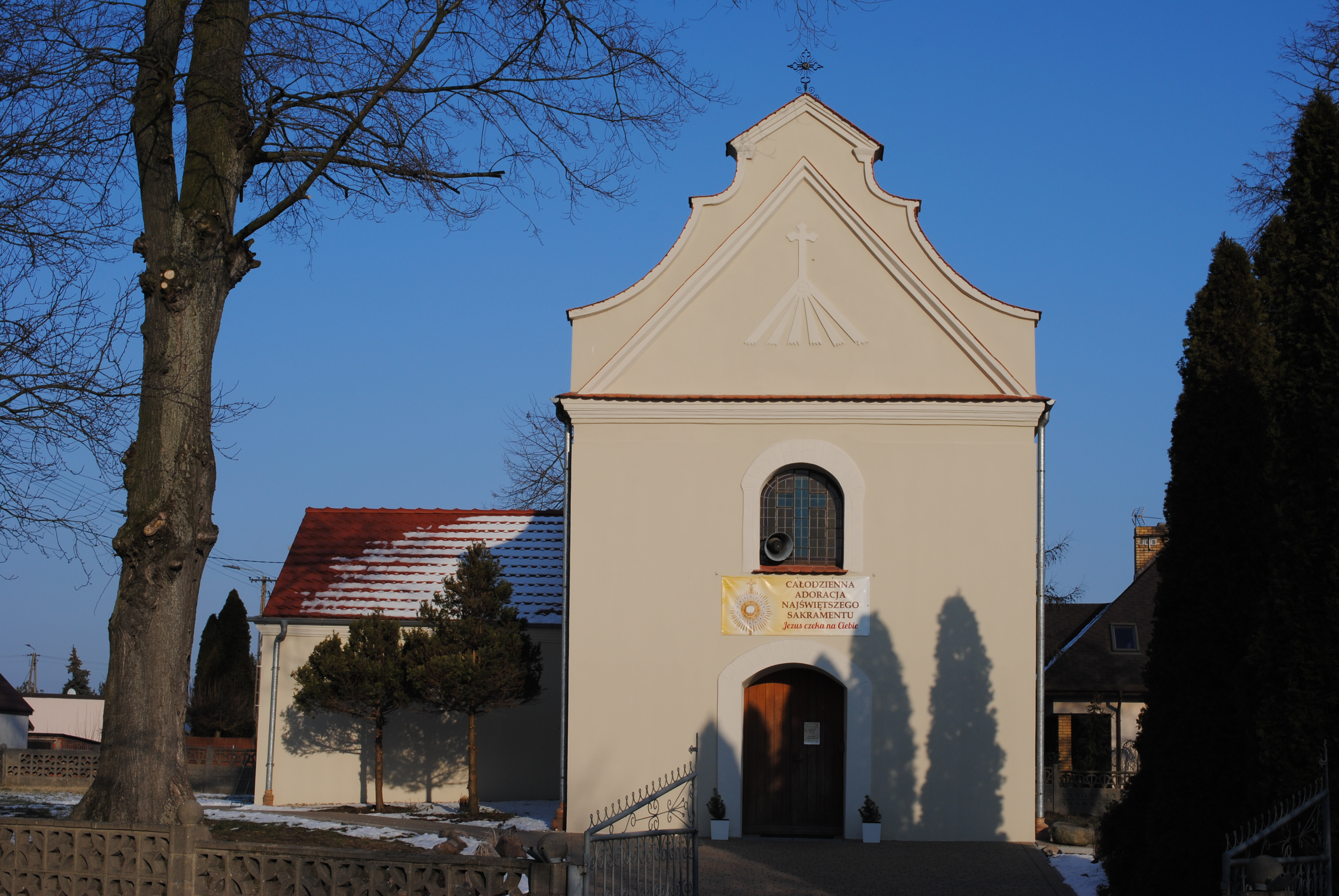
Kaplica pogrzebowa

Na południe od placu targowego mieści się kaplica pogrzebowa pw. Ducha Świętego. Zbudowana została w stylu barokowym ok. 1680 roku z fundacji rodziny Radolińskich. W przeszłości stanowiła ona kościół przy szpitalu. Kaplica jest zapewne pozostałością dawnych średniowiecznych ośrodków charytatywnych. Po zawaleniu się w II poł. XIX wieku zachodniej fasady odbudowano ją w ramach pozostałych murów.
Jednonawowe wnętrze z płaskim drewnianym stropem posiada wczesnobarokowe wyposażenie. Z tego okresu pochodzi ołtarz z rzeźbami Matki Boskiej i innych świętych oraz ambona z malowidłami przedstawiającymi czterech ewangelistów, natomiast rokokowa chrzcielnica w kształcie wazy, z rzeźbą na pokrywie przedstawiającą scenę chrztu Chrystusa, pochodzi z końca XVIII wieku.

### Fragmenty ziemne dawnych fortyfikacji

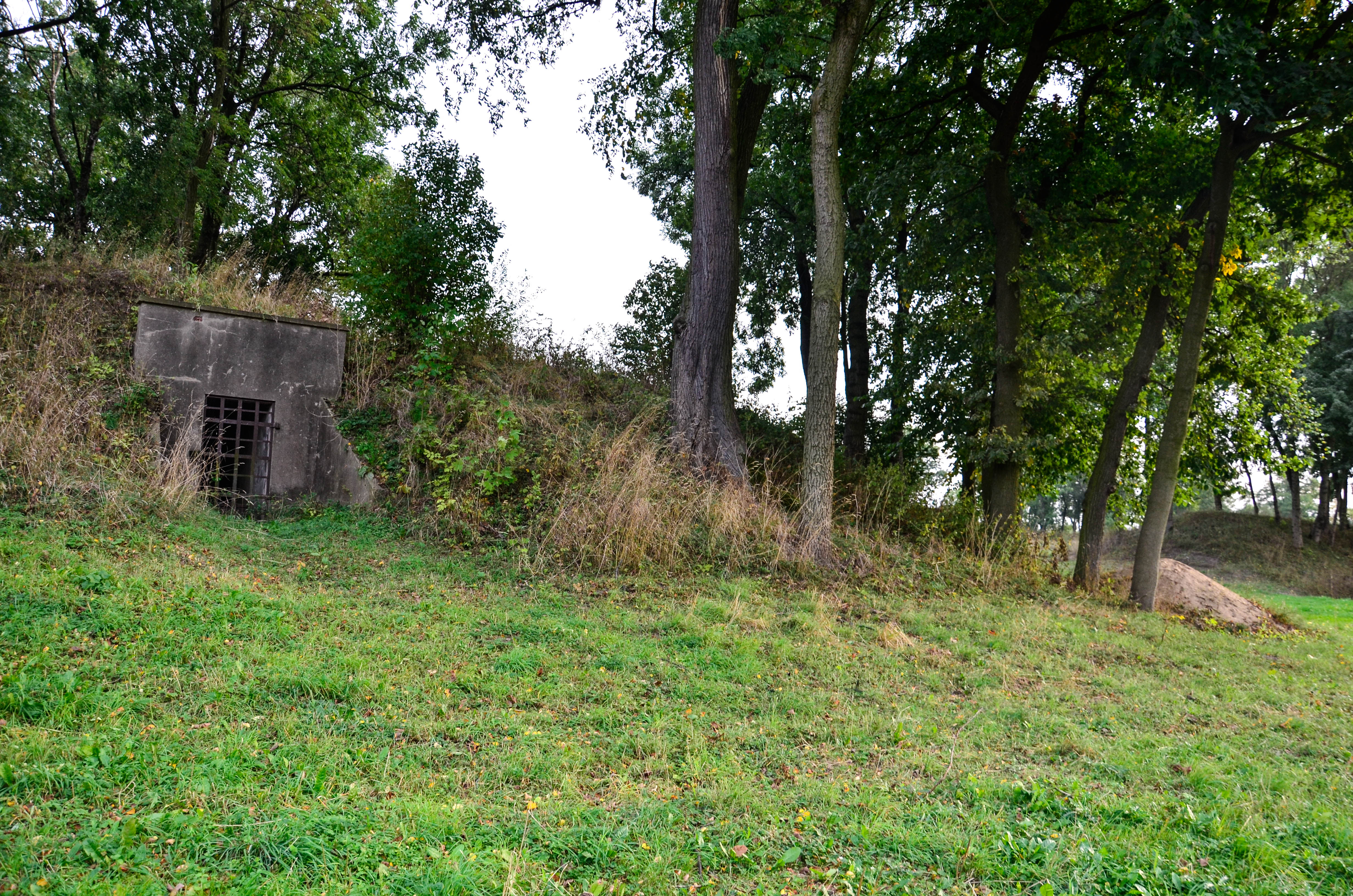
Pozostałości fortyfikacji

Na północno-wschodnim krańcu wsi zachowały się fragmenty ziemne dawnych fortyfikacji w postaci wałów z bastionami w narożach. Pod jednym z nich mieszczą się kazamaty. Usypane zostały prawdopodobnie przez Radolińskich w XVII wieku na planie regularnego prostokąta. Od wschodu i zachodu przerwane są wjazdami. Od strony zachodniej i południowej widnieją ślady fosy.

### Dwór

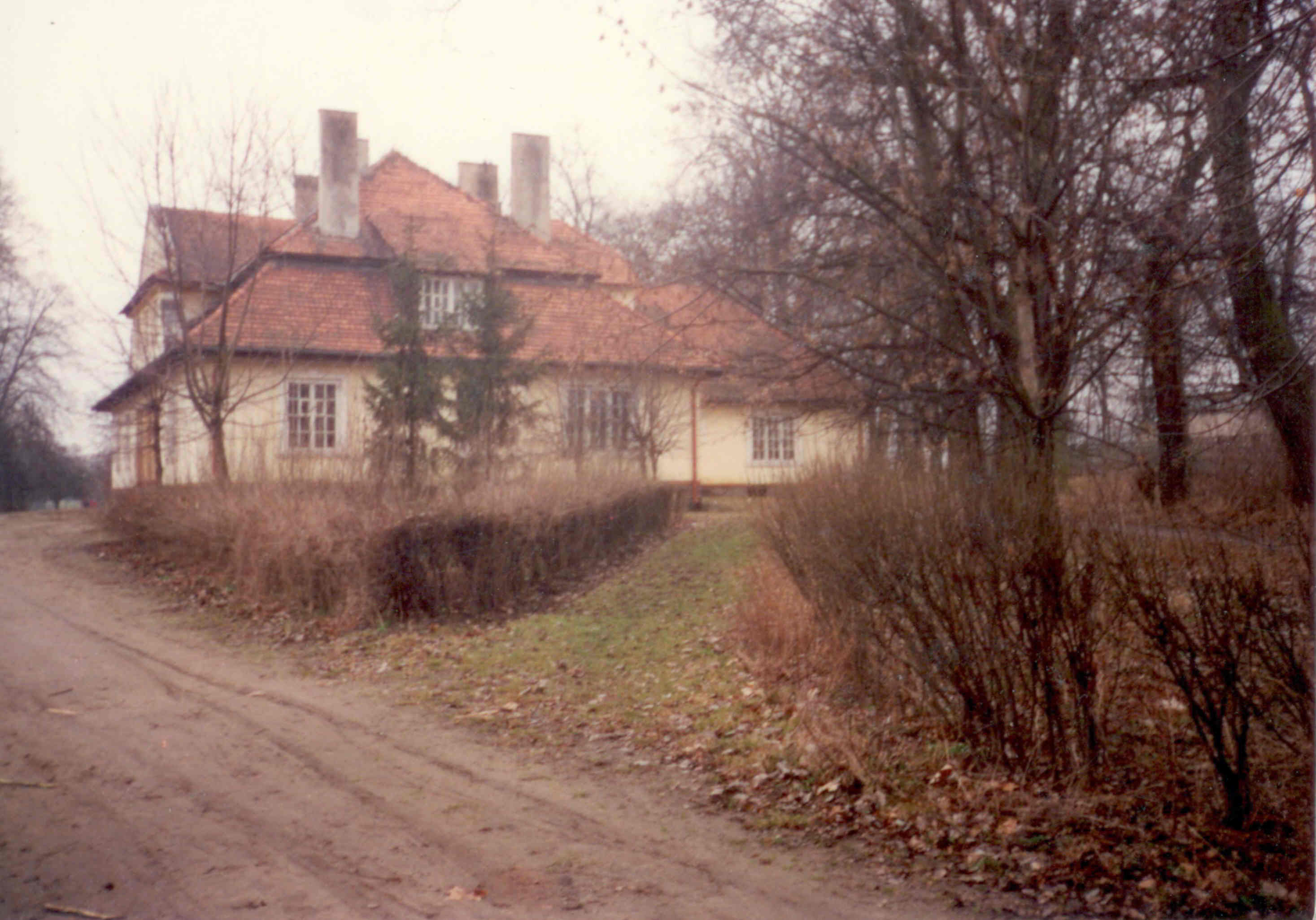
Dworek

W miejscowości stoi także tzw. eklektyczny dwór z 1900 roku. Przy nim usytuowano park o powierzchni 6,5 ha.

### Cmentarz rodowy
W Brudzewie, w części o nazwie Goleszczyzna znajduje się utworzony w 1922 cmentarz rodowy rodziny Kurnatowskich.

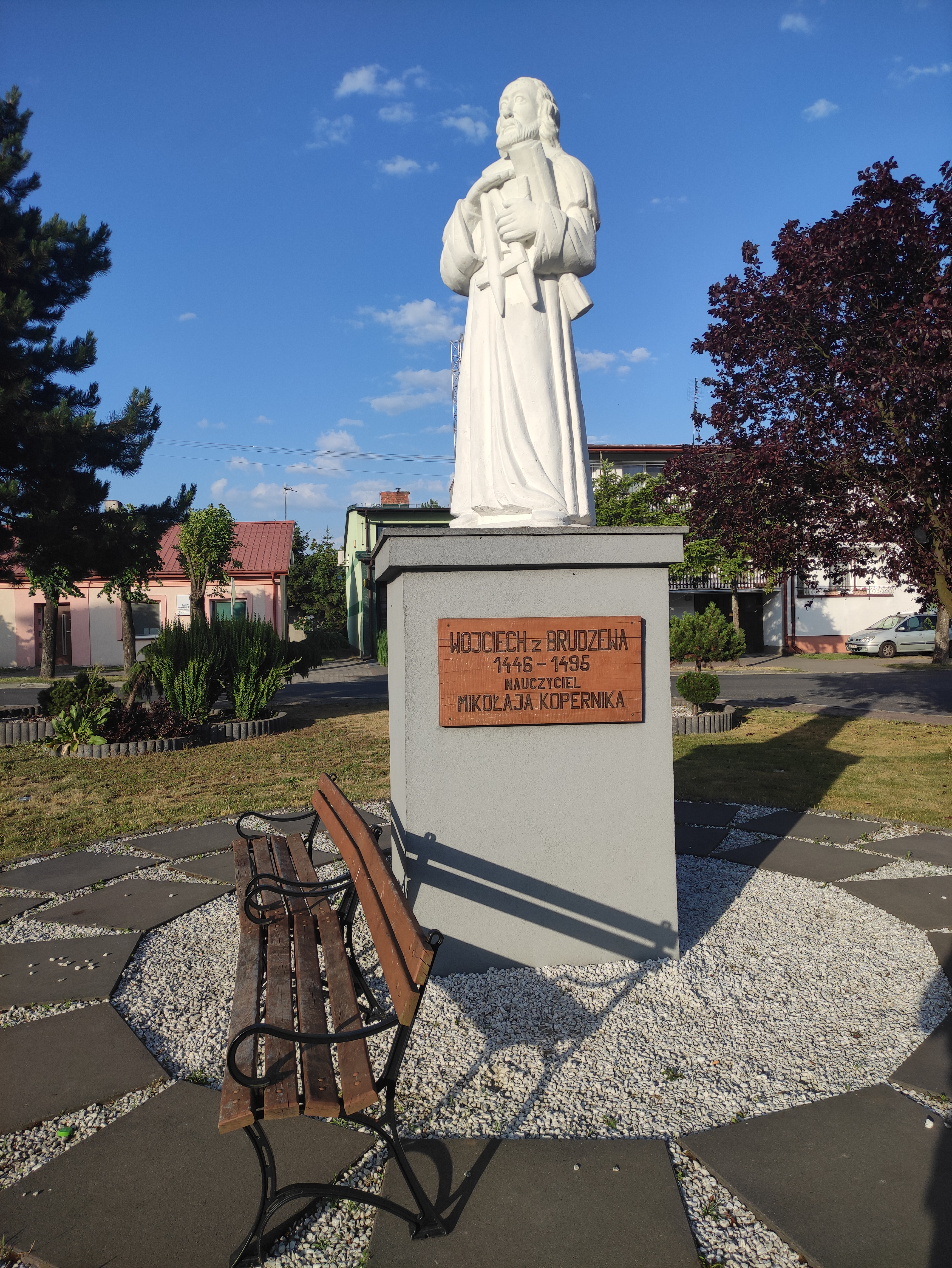
Pomnik Wojciecha z Brudzewa

## Pomnik
W centralnej części miejscowości postawiono pomnik Wojciecha z Brudzewa, wybitnego polskiego uczonego, astronoma, filozofa i matematyka. Wojciech z Brudzewa był nauczycielem Mikołaja Kopernika.

## Parafia
Brudzewska parafia administracyjnie należy do dekanatu kościeleckiego (diecezja włocławska).
Od 2001 roku proboszczem parafii w Brudzewie jest ks. kanonik Zbigniew Wróbel.

### Historia brudzewskiej parafii
Trudno jest określić dokładną datę powstania parafii. W połowie XIV wieku wzniesiono drewniany kościół parafialny pw. św. Mikołaja i św. Małgorzaty.
Na fundację tej świątyni najpóźniej w połowie XIV wieku wskazuje fakt, że w początkach wieku następnego jest ona wspomniana w aktach konsystorskich jako dawno istniejąca. W tych też dokumentach widnieje data jej konsekracji, 18 listopada 1363. Konsekracji dokonał arcybiskup gnieźnieński Jarosław z Bogorii i Skotnik. Jego uposażenie miały stanowić dziesięciny pobierane we wsi Chrząblice oraz dwie karczmy przekazane przez Jana z Brudzewa, opiekuna tegoż kościoła. Jan zastrzegł sobie jednak, że proboszcz brudzewski powinien mieć wikariusza, który odprawiałby msze za zbawienie dusz opiekunów kościoła: w poniedziałki na zmarłych, we wtorki za grzechy, a w soboty o Najświętszej Marii Pannie. W niedziele po nieszporach miał natomiast odprawiać wigilie z dziewięcioma czytaniami. Jeśli proboszcz nie otrzymałby takiego wikariusza, wówczas sam musiałby odprawiać te msze.
W dokumencie mówiącym o konsekracji kościoła nie ma wzmianki o założeniu parafii w Brudzewie. Może to nasuwać przypuszczenia, że istniała ona już wcześniej i że konsekrowana w 1363 roku świątynia nie była pierwszą. Są to jednak przypuszczenia. Administracyjnie parafia brudzewska weszła w skład archidiecezji gnieźnieńskiej.

## Ochotnicza Straż Pożarna
Ochotnicza Straż Pożarna w Brudzewie powstała w 1914 roku z inicjatywy aptekarza Wacława Zawadzkiego. Zrzesza druhów ochotników z terenu Brudzewa oraz pobliskich miejscowości. Od 1920 działa przy niej orkiestra dęta.
Posiada trzy pojazdy:
- GBA 2,5/16 MAN
- GCBA 6/32 Jelcz
- SLRt Ford Transit

## Sport
We wsi działa, założony w 1996 roku, Gminny Klub Sportowy Kasztelania Brudzew, którego sekcja piłkarska w sezonie 2023/2024 występuje w klasie okręgowej, gr. wielkopolskiej VI.